# Willie Winkie
La empresa Willie Winkie (ウィリーウィンキー?) es una sociedad anónima japonesa, cuya denominación oficial es Willie Winkie S.A. (株式会社ウィリーウィンキ Kabushiki-gaisha Willie Winkie?). Su sede central se encuentra en la Ciudad de Takamatsu de la Prefectura de Kagawa.

## Características
Es una empresa que pertenece a Ferrocarriles de Pasajeros de Shikoku (四国旅客鉄道 Shikoku Ryokaku-tetsudō?), una de las compañías que conforman Japan Railways.
Se dedica principalmente a la venta de pan en las estaciones de trenes.

## Historia
1993: el 24 de febrero se funda la empresa.

## Administración
- Gerente general: Fumio Akiyama (秋山二三夫 Akiyama Fumi'o?)

## Fábrica
- Fábrica Kokubunji (Takamatsu, Prefectura de Kagawa)

## Sucursales
- Prefectura de Ehime 
  - Imabari
  - Shikokuchuo
  - Matsuyama
  - Niihama
  - Saijo
  - Uwajima

- Prefectura de Kochi
  - Kami
  - Kochi (2 locales)

- Prefectura de Tokushima
  - Tokushima (1 local y 1 puesto móvil)
  - Komatsushima

- Prefectura de Kagawa
  - Kanonji
  - Marugame
  - Miyoshi (2 locales)
  - Sakaide
  - Tadotsu
  - Takamatsu (2 locales y 1 puesto móvil)